# توم كايت
توم كايت (بالإنجليزية: Tom Kite)‏ هو مهندس معماري أمريكي، ولد في 9 ديسمبر 1949 في أوستن في الولايات المتحدة.

## وصلات خارجية
- توم كايت على موقع رابطة لاعبي الغولف المحترفين (الإنجليزية)
- توم كايت على موقع رابطة أوروبا للاعبي الغولف المحترفين (الإنجليزية)
- توم كايت على موقع رابطة اليابان للاعبي الغولف المحترفين (الإنجليزية)
- توم كايت على موقع التصنيف العالمي الرسمي للغولف (الإنجليزية)
- توم كايت على موقع إن إن دي بي (الإنجليزية)